# Brian Grice
Brian Oliver Grice (* 11. August 1956 in Chicago; † 18. Juni 2010) war ein US-amerikanischer Schlagzeuger im Bereich des Jazz, Blues und Soul.

## Leben und Wirken
Grice war der Sohn des Waldhornisten Maurice Grice; seine Karriere begann er mit 15 Jahren. Erste berufliche Erfahrungen sammelte er Chess-Aufnahmestudios, als er mit Künstlern wie Bo Diddley, Eddie Harris und Donny Hathaway arbeitete. Aufnahmen entstanden in dieser Zeit auch mit´Ahmad Jamal, Oscar Brown Jr., Jerry Butler, Thelma Houston, Gregory Hines, Eartha Kitt, Quincy Jones, Tyrone Davis und Charles Earland.
In den 1980er Jahren zog Grice nach New York City und spielte im Nancie Banks Orchestra. Ab den 1990er Jahren arbeitete er als Theatermusiker am Broadway; in der Theater-Band Jelly’s Red Hot Peppers spielte er Anfanhg der 1990er Jahre mit Virgil Jones und Britt Woodman. 1992 wirkte er bei Terence Blanchards Soundtrack zu dem Film Malcolm X mit, 1996 spielte er im Count Basie Orchestra (Ghost Band). 2003 arbeitete er mit dem Stepptänzer Savion Glover. Kurz vor seinem Tod wirkte er noch bei Catherine Russells Album Inside This Heart of Mine mit. Im Bereich des Jazz war er zwischen 1973 und 2009 an 27 Aufnahmesessions beteiligt. Ferner arbeitete er in New York im Programm Music Outreach an öffentlichen Schulen und gab Privatstunden.